# Giacarta Occidentale
Giacarta occidentale (in indonesiano Jakarta Barat) è una città (kota) dell'Indonesia, una delle 5 che formano la capitale Giacarta.

## Suddivisioni
Giacarta occidentale è suddivisa in 8 Kecamatan (sottodistretti):
- Cengkareng
- Grogol Petamburan
- Kalideres
- Kebon Jeruk
- Kembangan
- Palmerah
- Taman Sari
- Tambora